# Eiland in de Maas
De twee plaatsen Stevensweert en Ohé en Laak liggen in Midden-Limburg, op een eiland in de Maas. Het eiland is ontstaan door twee voormalige rivierarmen van de Maas. De hoofdstroom van de Maas vormt hier de natuurlijke grens met België en wordt daarom ook wel de Grensmaas genoemd. De andere arm is de Oude Maas.

## Geschiedenis
De ligging op het eiland heeft een belangrijke rol in de historie van beide dorpen gespeeld. De vruchtbare kleigrond trok reeds vroeg mensen aan, maar de Maas zorgde ook voor overlast. Grote overstromingen hebben het gebied geteisterd. Omgeven door water was het gebied goed te verdedigen. Een eenvoudige woontoren groeide in de late Middeleeuwen uit tot een machtig kasteel.
Tijdens de Tachtigjarige Oorlog legden de Spanjaarden er in 1633 een sterke vesting aan. Vanuit deze vesting werden de land- en waterwegen in de omgeving onder controle gehouden. Een schipbrug en twee veerponten op de Oude en de Nieuwe Maas zorgden voor communicatie met de buitenwereld. 
Pas in 1882 kwam er een vaste oeververbinding: een gemetselde brug met acht bogen over de Oude Maas. De grote veren werden uit de vaart genomen, maar sinds 1998 kunnen voetgangers en fietsers bij Ohé en Laak weer de Maas oversteken met een kleine veerpont (van mei tot september). Door grootschalige ontgrindingen na de Tweede Wereldoorlog zijn er op het eiland grote waterplassen ontstaan, een eldorado voor watersporters en natuurliefhebbers.
Op 1 januari 1991 werd door een gemeentelijke herindeling het Eiland in de Maas toegevoegd aan de gemeente Maasbracht.
Per 1 januari 2007 volgde een nieuwe indeling. Maasbracht vormt nu samen met Thorn en Heel de gemeente Maasgouw.

## Huidige situatie
In de 20e eeuw is de vertakking van de Oude Maas afgesneden en is er feitelijk gezien geen sprake meer van een eiland. Aangezien er over het smalle stukje land ter hoogte van de voormalige vertakking geen wegen lopen is er gevoelsmatig nog wel sprake van een eiland.